# Österreichischer Kinder- und Jugendbuchpreis
Der Österreichische Kinder- und Jugendbuchpreis ist ein Staatspreis der Republik Österreich, der als Literaturpreis einmal jährlich für Bücher österreichischer Verlage und Bücher österreichischer Urheber aus nichtösterreichischen Verlagen verliehen wird.
Vergeben werden vier Preise für das beste Bilder-, Kinder-, Jugend- und Sachbuch, die mit jeweils 6.000 Euro dotiert sind. Bis einschließlich 2018 wurden jedes Jahr zehn weitere Bücher für die Kollektion ausgewählt, seit 2019 sechs weitere Bücher. Diese werden gemeinsam mit den Preisbüchern der Jugendjury vorgelegt, die daraus ihren Favoriten wählt und den zusätzlichen Preis der Jugendjury vergibt, der erst am Tag der Preisverleihung bekanntgegeben wird und mit 2.000 Euro dotiert ist.

## Preisträger
- 2025
  - Sarah Michaela Orlovský, Michael Roher: Ida, Chris und Emil im Zug
  - Matthäus Bär, Anika Voigt: Drei Wasserschweine brennen durch
  - Michael Hammerschmid, Barbara Hoffmann: was keiner kapiert
  - Kathrin Steinberger: Der Rosengarten
- 2024[3]
  - Linda Wolfsgruber: sieben. die schöpfung
  - Petra Piuk, Gemma Palacio: Josch, der Froschkönig. Ein Nicht-Märchen
  - Michael Hammerschmid: stopptanzstill! Wiener Tier Figuren Gedichte
  - Lilly Axster: Ich sage Hallo und dann NICHTS

- 2023[4]
  - Melanie Laibl, Nele Brönner: Superglitzer
  - Heinz Janisch, Michael Roher: Schneelöwe
  - Elisabeth Etz, Nini Spagl: Ein Baum kommt selten allein
  - Michael Hammerschmid, María José de Tellería: wer als erster

- 2022
  - Brüder Grimm, Julie Völk: Zur Zeit, wo das Wünschen noch geholfen hat
  - Lena Raubaum, Katja Seifert: Mit Worten will ich dich umarmen
  - Nils Mohl, Regina Kehn: An die, die wir nicht werden wollen
  - Michael Stavarič, Michèle Ganser: Faszination Krake

- 2021[5]
  - Heinz Janisch, Michael Roher: Jaguar Zebra Nerz
  - Franz Orghandl, Theresa Strozyk: Der Katze ist es ganz egal
  - Elisabeth Steinkellner, Anna Gusella: Papierklavier
  - Linda Wolfsgruber: Die kleine Waldfibel

- 2020
  - Frauke Angel, Julia Dürr: Disco!
  - Leonora Leitl: Einmal wirst du …
  - Agnes Ofner: Nicht so das Bilderbuchmädchen
  - Hannes Wirlinger und Ulrike Möltgen (Illustrationen): Der Vogelschorsch

- 2019
  - Jens Rassmus: Das Nacht-Tier
  - Albert Wendt und Linda Wolfsgruber (Illustrationen): Henrikes Dachgarten. Das Wunder auf der Krummen Sieben
  - Irmgard Kramer: 17 Erkenntnisse über Leander Blum
  - Lilly Axster und Christine Aebi: Ein bisschen wie du / A little like you

- 2018
  - Gabi Kreslehner und Verena Ballhaus (Illustrationen): Duhuu? Hast du mich lieb?
  - Michael Roher: Tintenblaue Kreise
  - Sarah Michaela Orlovský und Ulrike Möltgen (Illustrationen): ich #wasimmerdasauchheißenmag
  - Lilly Axster: Die Stadt war nie wach

- 2017
  - Julie Völk: Guten Morgen, kleine Straßenbahn!
  - Luna Al-Mousli: Eine Träne. Ein Lächeln. Meine Kindheit in Damaskus
  - Elisabeth Steinkellner und Michaela Weiss (Illustrationen): die Nacht, der Falter und ich
  - Julya Rabinowich: Dazwischen: Ich

- 2016
  - Verena Hochleitner: Bilderbuch Der verliebte Koch
  - Heidi Trpak und Leonora Leitl: Kindersachbuch Willi Virus
  - Barbara Schinko: Jugendbuch Schneeflockensommer
  - Kathrin Steinberger: Jugendbuch Manchmal dreht das Leben einfach um

- 2015
  - Sarah Michaela Orlovský und Michael Roher: Valentin, der Urlaubsheld
  - Marjaleena Lembcke und Elsa Klever: Eva im Haus der Geschichten
  - Lizzy Hollatko: Der Sandengel
  - Renate Habinger und Verena Ballhaus: Kritzl & Klecks. Eine Entdeckungsreise ins Land des Zeichnens & Malen

- 2014
  - Linda Wolfsgruber: Arche
  - Rosemarie Eichinger: Essen Tote Erdbeerkuchen?
  - Christine Nöstlinger: Als mein Vater die Mutter der Anna Lachs heiraten wollte
  - Heidi Trpak, Laura Momo Aufderhaar: Gerda Gelse

- 2013
  - Heinz Janisch, Ingrid Godon: Rita. Das Mädchen mit der roten Badekappe
  - Saskia Hula, Ina Hattenhauer: Die beste Bande der Welt
  - Michael Roher: Oma, Huhn und Kümmelfritz
  - Lilly Axster, Christine Aebi: DAS machen?, de‘A Panoptikum

- 2012
  - Andrea Karimé, Annette von Bodecker-Büttner: Tee mit Onkel Mustafa
  - Willy Puchner: Willy Puchners Welt der Farben
  - Michael Stavarič, Renate Habinger: Hier gibt es Löwen
  - Alice Wellinger: Krokodil

- 2011
  - Bilderbuch: Michael Roher: Fridolin Franse frisiert
  - Kinderbuch: Monika Helfer, Michael Köhlmeier: Rosie und der Urgroßvater
  - Jugendbuch: Carolin Philipps: Wofür die Worte fehlen; Kathrin Steinberger: Die Brüder von Solferino

- 2010
  - Bilderbuch: Heinz Janisch / Søren Jessen: Jumbojet
  - Kinderbuch: Peter Turrini / Verena Ballhaus: Was macht man, wenn… Ratschläge für den kleinen Mann
  - Jugendbuch: Gabi Kreslehner: Charlottes Traum; Monika Pelz: Winchester Mystery
  - Kollektion: Heinz Janisch / Linda Wolfsgruber: Wie war das am Anfang; Linda Wolfsgruber: Daisy ist ein Gänseblümchen; Lizzy Hollatko / Doroteya Petrova: Dort wartet schon mein Freund; Antonie Schneider / Aljoscha Blau: Kamel bleibt Kamel; Vera Ferra-Mikura / Renate Habinger / Linda Wolfsgruber: 1, 2, 3 dann reite ich durch den ganzen Himmel; Stefano von Loë / Torsten Klockenbring: Der Tag, an dem das kleine Tsu verschwand; Nikolaus Glattauer / Verena Hochleitner: Schlaf gut, Susi! Schlaf gut, Schlaf!; Rosemarie Eichinger: Die schwarze Zunft; Deborah Ellis / Eric Walters: Ansichtssache; Christoph Mauz: Motte Maroni. Angriff der Schrebergarten-Zombies

- 2009
  - Bilderbuch: Heinz Janisch, Wolf Erlbruch: Der König und das Meer
  - Kinderbuch: Albert Wendt, Christian Hochmeister: Betti Kettenhemd und Heinz Janisch, Linda Wolfsgruber: Finns Land
  - Sachbuch: Michael Stavaric, Renate Habinger: BieBu oder Ameisen haben vom Blütenbestäuben wirklich keine Ahnung!
  - Kollektion: Heinz Janisch, Aljoscha Blau: Das Kopftuch meiner Großmutter; Lydia Zeller, Monika Maslowska: Suche Arbeit für Papa; Heinz Janisch, Artem: Auch die Götter lieben Fußball; Gerda Anger-Schmidt, Renate Habinger, Susanne Heilmayr: Simsalabimbambasaladusaladim; Marjaleena Lembcke, Susanne Straßer: Ein neuer Stern; Dagmar H. Mueller, Verena Ballhaus: Opa sagt, er ist jetzt Ritter. Vom Leben mit Parkinson; Heinz Janisch, Helga Bansch: Frau Friedrich; Elisabeth Etz: Vorurteile, oder was?; Melanie Laibl, Dorothee Schwab: Ein Waldwicht fliegt in den Oman; Renate Welsh: …und raus bist du

- 2008
  - Bilderbuch: Heinz Janisch / Isabel Pin: Eine Wolke in meinem Bett
  - Kinderbuch: Jens Rassmus: Der karierte Käfer und Lilly Axster / Christine Aebi: Alles gut
  - Jugendbuch: Inge Fasan / Linda Wolfsgruber: Das Meer ist riesengroß
  - Kollektion: Helga Bansch: Ein schräger Vogel; Heinz Janisch / Artem: Schatten; Gerda Anger-Schmidt / Angelika Kaufmann: Wenn ich einmal groß bin, sagt das Kind; Friedl Hofbauer / Linda Wolfsgruber: Geduld bringt Frösche; Albert Wendt / Maria Blazejovsky: Prinzessin Zartfuß und die sieben Elefanten; Beate Kirchhof: Frieda und ihre Brüder; Celia Barker Lottridge / Linda Wolfsgruber: Das Leben Jesu; Heinz Janisch / Aljoscha Blau: Der Ritt auf dem Seepferd; Carolin Philipps: Der Baum der Tränen; Johann Wolfgang von Goethe / Jens Thiele: Erlkönig

- 2007
  - Bilderbuch: Jutta Treiber, Jens Rassmus für Der Großvater im rostroten Ohrensessel
  - Kinderbuch: Michael Stavarič, Renate Habinger für Gaggalagu
  - Jugendbuch: Robert Klement für 70 Meilen zum Paradies
  - Sachbuch: Sigrid Laube, Nadia Budde, Barbara Mungenast für Wolfgang Amadé Mozart. Ein ganz normales Wunderkind
  - Kollektion: Linda Wolfsgruber für Das Nacht-ABC; Gerda Anger-Schmidt, Renate Habinger für Muss man Miezen siezen?; László Varvasovszky für Bärenwortspielbuch; Dagmar H. Mueller, Verena Ballhaus für Herbst im Kopf. Meine Oma hat Alzheimer; Heinz Janisch, Helga Bansch für Krone sucht König; Edith Schreiber-Wicke, Carola Holland für Zwei Papas für Tango

- 2006
  - Bilderbuch: Linda Wolfsgruber, Zwei x Zwirn
  - Kinderbuch: Lilly Axster, Christine Aebi, Jenny, sieben
  - Jugendbuch: Rachel van Kooij, Der Kajütenjunge des Apothekers
  - Sachbuch: Elke Krasny, Sybille Hein, Moidi Kretschmann, Ulli Faber Warum ist das Licht so schnell hell?
  - Kollektion: Jens Rassmus, Der wunderbarste Platz auf der Welt; Jutta Treiber, Susanne Eisermann, Naja; Franz Zauleck, Prinzessin Eierkuchen; Silke Leffler, Der Tageschlucker; Heinz Janisch, Linda Wolfsgruber, Heute will ich langsam sein; Vincent Cuvellier, Charles Dutertre, Besuche bei Charles; Ursula Poznanski, Sybille Hein, Die allerbeste Prinzessin; Hans Christian Andersen, Linda Wolfsgruber, Der Halskragen; Monika Pelz, Die Verschwörung der Dichter; Reinhold Ziegler, Perfekt geklont

- 2005
  - Georg Bydlinski und Jens Rassmus für Der Zapperdockel und der Wock
  - Uschi Flacke für Hannah und der Schwarzkünstler Faust
  - Karla Schneider und Stefanie Harjes für Die Häuser der Selma Khnopff
  - Marjaleena Lembcke und Sybille Hein für Ein Märchen ist ein Märchen ist ein Märchen
  - Hubert Schirneck und Melanie Kemmler für Flaschenpost für Papa

- 2004
  - Reingard Witzmann für Wunderorte & Zauberzeichen. Sagenwege durch Wien
  - Toon Tellegen, Gerda Dendooven für Doktor Deter
  - Adelheid Dahimène für Spezialeinheit Kreiner

- 2003
  - Rindert Kromhout für Der kleine Esel und sein Geschenk für Jaki
  - Ben Kuipers für Ich bin dein Freund
  - Monika Helfer und Birgitta Heiskel für Rosie in New York
  - Renate Welsh für Dieda oder das fremde Kind
  - Franz Berger, Margit Böck, Beate Firlinger, Assimina Gouma, Christiane Holler, Franz Josef Huainigg, Gerald Jatzek, Heinz Wagner für Abenteuer Journalismus[6]

- 2002
  - Olivier Douzou für Die Allertollsten
  - Wolfgang Männer für Ap & Daun
  - Paul Shipton für Heiße Spur in Dixies Bar
  - Graham McNamee für Alice im stummen Land
  - Willy Puchner für Tagebuch der Natur

- 2001
  - Doris Mühringer

- 2000
  - Martin Auer und Linda Wolfsgruber für Warum der Hase lange Ohren hat

- 1998
  - Adelheid Dahimène für Indie Underground. Jugendroman in LP-Form
  - Martin Auer und Joachim Luetke für Der dreckige Prinz
  - Sonderpreis: Niza Ganor: Wer bist du, Anuschka? Die Überlebensgeschichte eines jüdischen Mädchens

- 1997
  - Renate Welsh

- 1996
  - Jutta Treiber für Der blaue See ist heute grün

- 1995
  - John A. Rowe für Rabenbaby
  - Barbara Frischmuth für Gutenachtgeschichte für Maria Carolina
  - Reinhardt Jung für Das geheime Wissen der Pinguine
  - Käthe Recheis für Wolfsaga
  - Illustrationspreise: Christine Sormann für Im Pfirsich wohnt der Pfirsichkern von Wolf Harranth; Linda Wolfsgruber für König und Narr (von Ernst A. Ekker erzählt)
  - Übersetzungspreis: Mirjam Pressler für die Übersetzung aus dem Afrikaans von Sing noch einmal, mein Bruder von Louis Krüger

- 1994
  - Lene Mayer-Skumanz
  - Martin Auer und Simone Klages für Als Viktoria allein zu Hause war

- 1993
  - Erhard Dietl für Der tapfere Theo

- 1992
  - Käthe Recheis

- 1990
  - Heinz Rudolf Unger für Die Fliege am Broadway
  - Lene Mayer-Skumanz
  - Amrei Fechner und Wilhelm Meissel für Großer Geist und kleiner Kreuzschnabel

- 1989
  - Libuše Paleček und Josef Paleček für Das Zauberband
  - Rosmarie Thüminger für Zehn Tage im Winter
  - Renate Welsh für Drachenflügel
  - Hilde Linnert für die Übersetzung von Sonja Levitin: Heimkehr nach Jerusalem

- 1988
  - Hans Domenego für Die Zeiger standen auf halb vier

- 1987
  - Hans Domenego für Der Lachdrach vom Spranzenberg
  - Lene Mayer-Skumanz

- 1985
  - Paul Maar für Lippels Traum

- 1984
  - Renate Welsh

- 1981
  - Lene Mayer-Skumanz

- 1980
  - Käthe Recheis

- 1979
  - Christine Nöstlinger für Rosa Riedl Schutzgespenst

- 1978
  - Renate Welsh

- 1977
  - Renate Welsh

- 1976
  - Mira Lobe für Der ist ganz anders, als Ihr glaubt

- 1975
  - Käthe Recheis

- 1974
  - Christine Nöstlinger für Achtung! Vranek sieht ganz harmlos aus

- 1973
  - Jan Terlouw für Kampf um Katoren

- 1972
  - Mira Lobe für Das kleine Ich-bin-ich

- 1971

- 1967
  - Eleonore Berger für Geschichten vom Hanselmann
  - Václav Ctvrtek für Die Geschichte vom Kreidemännlein
  - Cornelis Wilkeshuis für Die goldene Schatztruhe
  - Käthe Recheis für Red Boy
  - Fritz Habeck für Aufstand der Salzknechte
  - Erkki Rekimies für Jagt den Wolf

- 1966
  - Friedl Hofbauer für Die Wippschaukel
  - Herbert Tichy für Der weiße Sahib
  - An Rutgers für Mensch oder Wolf…?

- 1965
  - Ilse Schaller für Himpel, Hampel, Humpel und der Vogel Hui
  - Mira Lobe für Die Omama im Apfelbaum
  - Winfried Bruckner für Die Pfoten des Feuers
- Lene Mayer-Skumanz für Ein Engel für Monika

- 1964
  - Vera Ferra-Mikura für Lustig singt die Regentonne
  - Max Stebich für Aus Moor und Heide
  - Gustav Urban für Die Stimme des Jogi
  - Käthe Recheis für Das Schattennetz

- 1963
  - Vera Ferra-Mikura für Unsere drei Stanisläuse
  - Käthe Recheis für Der kleine Biber und seine Freunde
  - Fritz Habeck für Der einäugige Reiter

- 1962
  - Vera Ferra-Mikura für Der alte und der junge und der kleine Stanislaus
  - Alexis Steiner für Die stille, die heilige Nacht
  - Georg Schreibner für Schwert ohne Krone
  - Oskar Jan Tauschinski für Die Liebenden sind stärker

- 1961
  - Käthe Recheis für Kleiner Adler und Silberstern
  - Karl Bruckner für Sadako will leben
  - Othmar Franz Lang für Vielleicht in fünf, sechs Jahren…

- 1960
  - Kurt Eigl für Alle brauchen Moro
  - Helmut Leiter für Martin gegen Martin

- 1959
  - Christine Busta für Die Sternenmühle
  - Gerhart Ellert für Auf endlosen Straßen

- 1958
  - Franz Braumann für Ritt nach Barantola
  - Mira Lobe für Titi im Urwald

- 1957
  - Oskar Tauschinski für Wer ist diese Frau?

- 1956
  - Lilli Koenig für Gringolo – eine Siebenschläfergeschichte
  - Auguste Lechner für Das Licht auf Monsalvat
  - Karl Bruckner für Der Weltmeister

- 1955
  - Irene Stemmer für Prinz Seifenblase und andere märchenhafte Geschichten
  - Gerhard Stappen und Otto Huber für Servus, Pinguin!
  - Georg Schreiber